# Нурінське сільське поселення
Нурі́нське сільське поселення (рос. Нуринское сельское поселение) — сільське поселення у складі Могойтуйського району Забайкальського краю Росії.
Адміністративний центр — село Нурінськ.

## Населення
Населення сільського поселення становить 790 осіб (2019; 871 у 2010, 1114 у 2002).

## Склад
До складу сільського поселення входять:
| Населений пункт | Населення, осіб (2002) | Населення, осіб (2010) |
| --------------- | ---------------------- | ---------------------- |
| Єрама, село     | 172                    | 32                     |
| Зунор, село     | 107                    | 50                     |
| Нурінськ, село  | 835                    | 789                    |